# Agnes von Krusenstjerna
Agnes Julie Fredrika von Krusenstjerna (ur. 9 października 1894 w Växjö, zm. 10 marca 1940 w Sztokholmie) – szwedzka pisarka modernistyczna.

## Życiorys

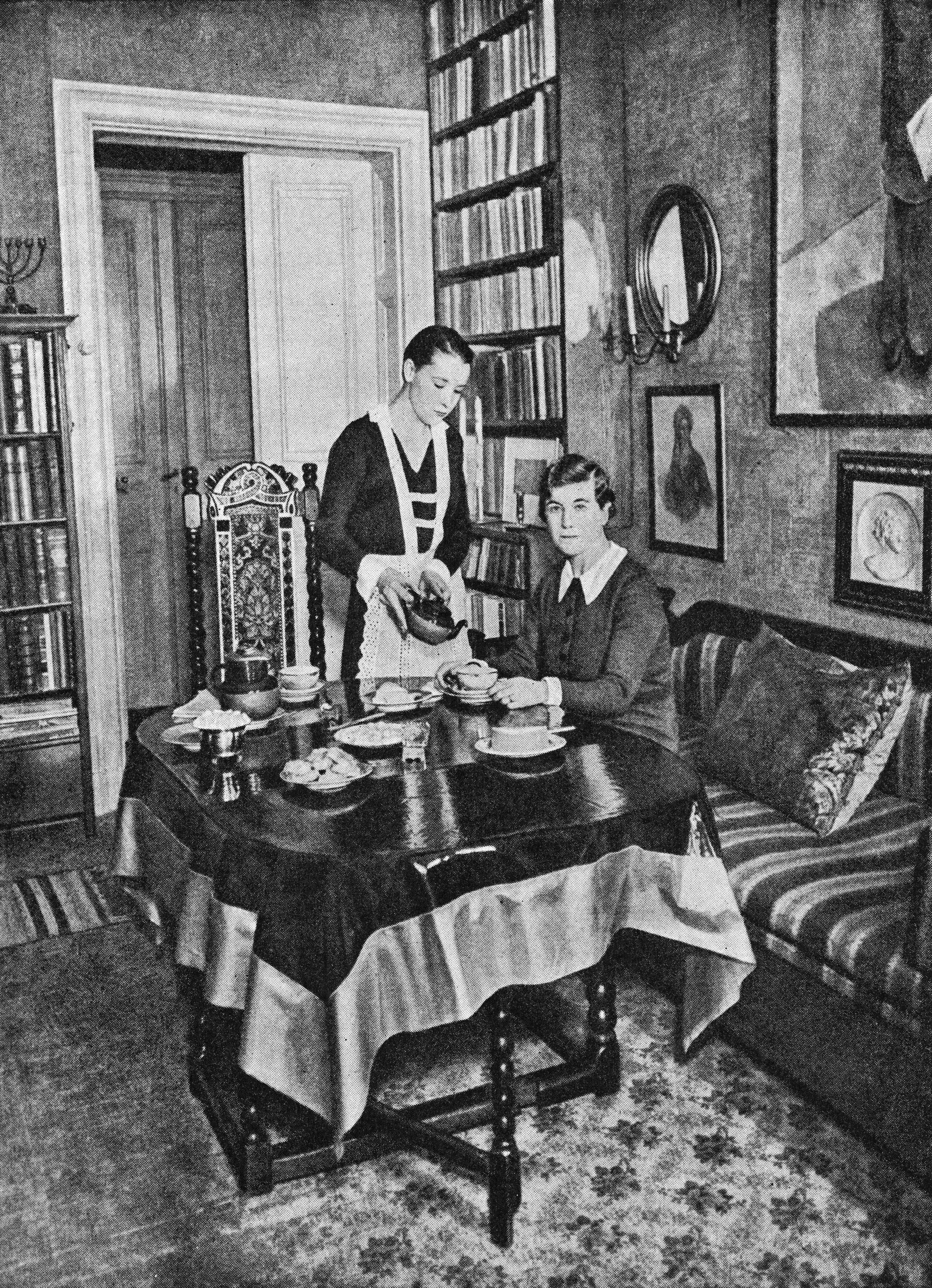
Agnes von Krusenstjerna, ok. 1930

Agnes von Krusenstjerna urodziła się w Växjö, mieście położonym w południowej Szwecji. Dorastała w Gävle nad Zatoką Botnicką w regionie Gävleborg. Pochodziła z rodziny szlacheckiej i była najmłodsza z czwórki rodzeństwa. Jej ojcem był pułkownik Kalmar Wilhelma  Ernsta von Krusenstjerna. Matka Eva Sofia Hamilton była wnuczką pisarza Erika Gustafa Geijera. W 1909 roku przeprowadzili się do Sztokholmu. Uczyła się w akademii nauczycielskiej prowadzonej przez Annę Sandström i w Benninge Hemskola niedaleko Strängnäs.
Agnes von Krusenstjerna już jako nastolatka zaczęła wykazywać pierwsze objawy depresji maniakalnej. Była krótko zaręczona z Gerardem Odencrantz od 1914 do 1915 roku, ale wtedy też zachorowała i została przyjęta do kliniki na leczenie. W 1918 roku przebywała przez siedem miesięcy w szpitalu w Solna. W kolejnych latach spędzała dłuższe i krótsze okresy w szpitalach psychiatrycznych w Göteborgu, Lund i Sztokholmie, a także w zagranicznych klinikach.
W 1921 roku poślubiła 14 lat starszego pisarza i krytyka literackiego Davida Sprengla. Na początku lat 30. XX wieku dom pary w Sztokholmie stał się miejscem spotkań dla współczesnego pokolenia autorów, w tym Johannesa Edfelta, Gunnara Ekelöfa, Eyvinda Johnsona, Ivara Lo-Johanssona, Per Meurlinga i Vilhelma Moberga. W 1940 roku wykryto u niej guza mózgu.
Życie jakie wiodła było protestem przeciwko istnieniu środowiska z jakiego się wywodziła. Przejawem buntu było małżeństwo z człowiekiem nieodpowiednim wg jej rodziny i okresowo występująca choroba psychiczna, ale najbardziej ten bunt odzwierciedlał się w jej twórczości literackiej.

### Twórczość
Początkowo kariera pisarska Agnes von Krusenstjerna polegała na tłumaczeniu powieści z języka angielskiego i niemieckiego na szwedzki oraz publikowaniu opowiadań. W wieku 23 lat zadebiutowała jako autorka powieści Ninas dagbok, wydanej przez wydawnictwo Bonniers w 1917 roku. W następnym roku opublikowała swoją drugą powieść Helenas första kärlek. Kilkukrotnie przebywała w klinice psychiatrycznej mieszczącej się w Beckomberdze, dzielnicy Sztokholmu. Przebywała tam chętnie, traktują swój pobyt w szpitalu jako azyl chroniący od nieprzychylnego środowiska. Szpitalną izolatkę zamieniła w pokój pracy pisarskiej. Narzuciła sobie mannowskie rytuały pisarskie, codziennie o tej samej godzinie zasiadała przy biurku aby tworzyć.
Krusenstjerna była pisarką modernistyczną. Jej twórczość wywoływała kontrowersje ponieważ w sposób otwarty poruszała tematy erotyczne oraz wątki homoseksualne. W trylogii o Tonym (Tony dorasta, Tony się uczy, Ostatnie lata nauki Tony’ego) poruszała problem dziecka walczącego z chorobą umysłową, w cyklu powieściowym Panny von Pahlen opisała problematykę kobiecej tożsamości i seksualności zaś cykl autobiograficzny Uboga szlachta stanowi rozrachunek ze stylem życia i myślenia arystokracji, z której sama się wywodziła.
Czwarty tom Panien von Pahlen został odrzucony przez jej wydawcę Bonniera i wydany został przez awangardowe wydawnictwo Spektrum. Ten siedmiotomowy cykl wywołał gwałtowniejszą debatę literacką o erotyzmie i wolności literackiej w latach 30. XX wieku w Szwecji. Krusenstjerna pisała powieści również o tematyce mieszczańskiej, portretowała reprezentantów ubiegłej szlachty i neurasteniczne postaci o skomplikowanym życiu erotycznym . Ostatni cykl powieściowy Uboga szlachta został wydany przez wydawnictwo Bonniers dopiero po zapewnieniu przez autorkę, że nie wywoła skandalu jak przy poprzednich powieściach i po otrzymaniu przychylnych recenzji.

## W kulturze
- W 1964 roku powstał film Zakochane pary (org. Älskande par) w reżyserii Mai Zetterling na kanwie Panien von Pahlen[11].
- W 1984 roku Mai Zetterling nakręciła film Amorosa o życiu Agnes von Krusenstjern[12].

## Wybrana twórczość

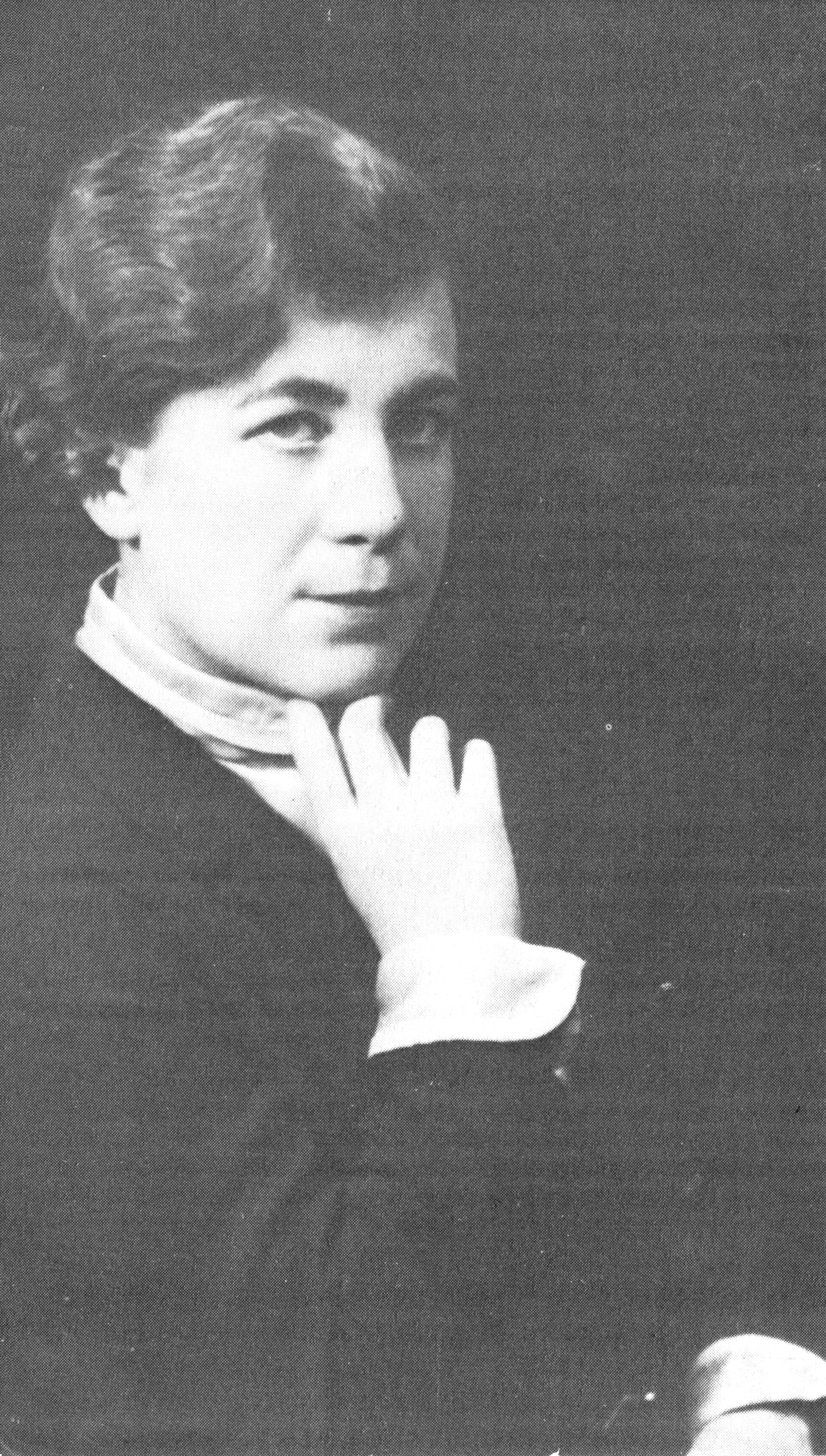
Agnes von Krusenstjerna

### Powieści
- Ninas dagbok, 1917
- Helenas första kärlek, 1918
- Fru Esters pensionat, 1927
- Händelser på vägen, 1929

### Cykle powieściowe

#### Tony
1. Tony växer upp, 1922
2. Tonys läroår, 1924
3. Tonys sista läroår, 1926

#### Panny von Pahlen
1. Den blå rullgardinen, 1930
2. Kvinnogatan, 1930
3. Höstens skuggor, 1931
4. Porten vid Johannes, 1933
5. Älskande par, 1933
6. Bröllop på Ekered, 1935
7. Av samma blod, 1935

#### Uboga szlachta
1. Fattigadel, 1935
2. Dunklet mellan träden, 1936
3. Dessa lyckliga år, 1937
4. I livets vår, 1938

### Wiersze
- Nunnornas hus, 1937

### Opowiadania
- En dagdriverskas anteckningar, 1923
- Delat rum på Kammakaregatan, 1933
- En ung dam far till Djurgårdsbrunn, 1933
- Vivi, flicka med melodi, 1936